# Lothar Albertin
Lothar Albertin (* 26. Dezember 1924 in Ortelsburg/Ostpreußen; † 28. März 2018 in Bad Meinberg) war ein deutscher Historiker und Professor an der Universität Bielefeld.

## Leben
Albertin absolvierte ein Notabitur, den Kriegsdienst an der Ostfront, wurde verwundet und geriet in Kriegsgefangenschaft, nach deren Ende er sich in Bad Meinberg niederließ. Er studierte Geschichte, Germanistik und Staatsphilosophie an den Universitäten Köln und Amsterdam und wurde 1953 bei Theodor Schieder promoviert. Dem Referendariat am Gymnasium Leopoldinum in Detmold folgten von 1957 bis 1960 im Jugendhof Vlotho Lehrgänge in staatsbürgerlicher Bildungsarbeit für Schüler und Geschichtslehrer. Von dort ging er zunächst an die Universität Marburg und danach an die Universität Mannheim, an der er sich 1968 als Akademischer Oberrat für Zeitgeschichte und Politische Wissenschaft habilitierte. Er wurde zum Wissenschaftlichen Rat und Privatdozenten ernannt und ging 1974 an die Pädagogische Hochschule Bielefeld und 1979 an die Universität Bielefeld, an der er bis 1989 lehrte.
Seine Forschungsschwerpunkte waren der deutsche Liberalismus, die Geschichte Frankreichs im 20. Jahrhundert und die ostwestfälische Regionalgeschichte.

## Schriften (Auswahl)
- Liberalismus und Demokratie am Anfang der Weimarer Republik. Eine vergleichende Analyse der Deutschen Demokratischen Partei und der Deutschen Volkspartei. Droste, Düsseldorf 1972.
- (Hrsg.): Politischer Liberalismus in der Bundesrepublik. Vandenhoeck und Ruprecht, Göttingen 1980, ISBN 978-3-525-01324-3.
- (Bearb.): Linksliberalismus in der Weimarer Republik. Die Führungsgremien der Deutschen Demokratischen Partei und der Deutschen Staatspartei 1918–1933. Bearb. von Konstanze Wegner. Droste, Düsseldorf 1980, ISBN 978-3-7700-5104-5.
- (Hrsg.): Politische Parteien auf dem Weg zur parlamentarischen Demokratie in Deutschland. Entwicklungslinien bis zur Gegenwart. Droste, Düsseldorf 1981, ISBN 978-3-7700-0596-3.
- (Hrsg.): Probleme und Perspektiven europäischer Einigung. Beiträge aus Politik und Wissenschaft. Verlag Wissenschaft und Politik, Köln 1986, ISBN 978-3-8046-8690-8.
- Jugendarbeit 1945. Neuanfänge der Kommunen, Kirchen und politischen Parteien in Ostwestfalen-Lippe. Juventa-Verlag, Weinheim, München 1992, ISBN 978-3-7799-1121-0.
- (Hrsg.): Deutschland und Frankreich in der Europäischen Union. Partner auf dem Prüfstand. Narr, Tübingen 2010, ISBN 978-3-8233-6598-3.
- Die Zukunft der Gemeinden in der Hand ihrer Reformer. Geplante Erfolge und politische Kosten der kommunalen Neugliederung – Fallstudien in Ostwestfalen-Lippe. VS Verlag für Sozialwissenschaften, Wiesbaden 2013, ISBN 978-3-531-03124-8.